# Maki Namekawa
Maki Namekawa est une pianiste internationale née au Japon. Elle interprète à la fois des œuvres classiques et contemporaines. 

## Biographie
Maki Namekawa a étudié à l'Université de musique de Kunitachi dans la préfecture de Tokyo sous la direction de Mikio Ikezawa, ainsi qu’au Conservatoire de Paris avec Henriette Puig-Roget. Après avoir obtenu son diplôme de soliste en 1995, elle a étudié la musique contemporaine avec Stefan Litwin à la Musikhochschule Saarbrücken et Pierre-Laurent Aimard. Elle a été l'élève de Werner Genuit et Kaya Han à l'Université de musique de Karlsruhe, tout en poursuivant des études privées avec Edith Picht-Axenfeld, György Kurtág, Pierre-Laurent Aimard et Florent Boffard.
De 1997 à 2002, elle a enseigné aux Musikhochschulen de Saarbrücken et de Karlsruhe, ainsi qu’aux cours d’été de Darmstadt, où elle a également participé à la création d’œuvres de Johannes Kalitzke.
En plus de sa carrière de soliste, elle travaille en duo avec Dennis Russell Davies, sous la direction duquel elle a interprété le Concerto pour piano de Schönberg et la Danse macabre de Liszt avec l’Orchestre Bruckner de Linz en 2005.
En 2019, Maki Namekawa a collaboré avec le compositeur Joe Hisaishi pour créer une œuvre: Variation 57. Cette composition, écrite pour deux pianos et orchestre de chambre, a été spécialement conçue pour le duo Namekawa-Davies. La première de cette œuvre a eu lieu à Tokyo, sous la direction de Joe Hisaishi. 
En 2013, elle interprète avec Sally Whitwell en première mondiale l’intégralité des 20 études pour piano solo de Philip Glass au Perth International Arts Festival, en présence du compositeur.  En 2019, Philip Glass a composé sa première sonate pour piano spécialement pour Maki Namekawa qu’elle a créée au Piano-Festival Ruhr en Allemagne ; elle l'enregistre et le publie en 2021. Son enregistrement apparait dans le classement des meilleurs albums classiques de la BBC Musique Magazine. 
Maki Namekawa a réalisé des enregistrements radiophoniques pour le Südwest-Rundfunk Stuttgart, le Saarländischer Rundfunk, le Hessischer Rundfunk, la Radio suisse et Radio France.

## Vie personnelle
Maki Namekawa est mariée avec le chef d'orchestre et pianiste américain Dennis Russell Davies. 